# Ewa Thalén Finné
Ewa Marianne Thalén Finné, född Thalén 24 augusti 1959 i Vantörs församling i Stockholm, är en svensk politiker (moderat). Hon var ordinarie riksdagsledamot 1998–2002 och 2004–2018, invald för Skåne läns södra valkrets, samt riksdagens förste vice talman från 11 oktober 2017 till 24 september 2018.

## Biografi
Ewa Thalén Finné är sedan 1983 bosatt i Staffanstorp, Skåne län. Ewa Thalén Finné är utbildad ekonom. Hon har varit politiskt aktiv i Moderata samlingspartiet sedan 1983, då framför allt med skolfrågor. Hennes politiska karriär började som ledamot i kommunfullmäktige, där hon idag är ordförande i hemkommunen Staffanstorp. Hon fortsatte som oppositionsråd för moderaterna och åren 1998–2002 var hon riksdagsledamot med uppdrag som suppleant i bostadsutskottet och arbetsmarknadsutskottet. Hösten 2004 återkom hon till riksdagen och är sedan 2014 ledamot i civilutskottet. Ewa Thalén Finné har även varit styrelseledamot i Moderatkvinnorna samt ordförande för riksdagens scoutnätverk och World Scout Parliamentary Union. 
Thalén Finné utsågs 11 oktober 2017 till riksdagens förste vice talman. Hon efterträdde Tobias Billström som förste vice talman då han blev Moderaternas gruppledare i riksdagen.